# Giải bóng đá hạng nhì quốc gia Cộng hòa Síp 2013–14
Giải bóng đá hạng nhì quốc gia Cộng hòa Síp 2013–14 là mùa giải thứ 59 của bóng đá hạng nhì Cộng hòa Síp. Giải khởi tranh ngày 14 tháng 9 năm 2013 và kết thúc ngày 12 tháng 5 năm 2014. Có một hệ thống mới trong giải khi chia thành 2 hạng, Hạng B1 và B2. Hai đội đầu bảng Hạng B1 thăng hạng Giải bóng đá hạng nhất quốc gia Cộng hòa Síp và bốn đội cuối bảng xuống chơi Hạng B2. Bốn đội cuối bảng Giải bóng đá hạng nhất quốc gia Cộng hòa Síp 2013–14 xuống chơi tại Hạng B1 2013–14, có nghĩa là Hạng nhất sẽ giảm số đội đi 2 đội bóng (tổng cộng là 12 đội).

## Thay đổi đội bóng từ mùa giải 2012–13
Các đội thăng hạng Giải bóng đá hạng nhất quốc gia Cộng hòa Síp 2013–14
- Aris Limassol
- Ermis Aradippou
- AEK Kouklia

Các đội xuống hạng từ Giải bóng đá hạng nhất quốc gia Cộng hòa Síp 2012–13 thành Hạng B1 2013–14
- Ayia Napa
- AEP Paphos
- Olympiakos Nicosia

Các đội xuống hạng từ Giải bóng đá hạng nhì quốc gia Cộng hòa Síp 2012–13 thành Hạng B2 2013–14
- PAEEK
- AEZ Zakakiou
- Onisilos Sotira
- Chalkanoras

Các đội xuống hạng từ Giải bóng đá hạng nhì quốc gia Cộng hòa Síp 2012–13 thành Giải bóng đá hạng ba quốc gia Cộng hòa Síp 2013–14
- Akritas Chlorakas
- Ethnikos Assia

Các đội thăng hạng từ Giải bóng đá hạng ba quốc gia Cộng hòa Síp 2012–13 thành Hạng B2 2013–14
- Karmiotissa Polemidion
- EN Parekklisia
- Digenis Voroklinis
- ASIL Lysi

## Sân vận động và địa điểm

### Hạng B1
Ghi chú: Bảng liệt kê câu lạc bộ theo thứ tự bảng chữ cái.
| Câu lạc bộ       | Vị trí                        | Địa điểm                   | Sức chứa |
| ---------------- | ----------------------------- | -------------------------- | -------- |
| Anagennisi       | Deryneia, Famagusta           | Anagennisi Football Ground | 5.800    |
| APEP             | Kyperounta, Limassol District | Kyperounda Stadium         | 6.000    |
| Ayia Napa        | Ayia Napa                     | Municipal Stadium          | 2.000    |
| Nikos & Sokratis | Erimi, Limassol               | Erimi Community Stadium    | 1.000    |
| Olympiakos       | Nicosia                       | Makario Stadium            | 16.000   |
| Omonia Ar.       | Aradippou                     | Aradippou Stadium          | 4.500    |
| Othellos         | Athienou, Larnaca             | Othellos Athienou Stadium  | 2.500    |
| AEP Paphos       | Paphos                        | Pafiako Stadium            | 9.394    |

### Hạng B2
Ghi chú: Bảng liệt kê câu lạc bộ theo thứ tự bảng chữ cái.
| Câu lạc bộ     | Vị trí           | Địa điểm                         | Sức chứa |
| -------------- | ---------------- | -------------------------------- | -------- |
| AEZ            | Zakaki, Limassol | Zakaki Municipal Stadium         | 2.000    |
| ASIL           | Larnaca          | Grigoris Afxentiou               | 2.000    |
| Chalkanoras    | Dali             | Chalkanoras Stadium              | 2.000    |
| Digenis V.     | Oroklini         | Koinotiko Stadio Oroklinis       | 1.500    |
| EN Parekklisia | Parekklisia      | Parekklisias Stadium             | 3.000    |
| Karmiotissa    | Pano Polemidia   | Pano Polemidia Municipal Stadium | 1.500    |
| Onisilos       | Sotira           | Koinotiko Sotiras                | 2.000    |
| PAEEK          | Lakatamia        | Keryneia Epistrophi              | 2.000    |

## Bảng xếp hạng

### Hạng B1
| XH | Đội                                         | Tr | T  | H | T  | BT | BB | HS | Đ    | Lên hay xuống hạng                                   | Thành tích đối đầu |
| -- | ------------------------------------------- | -- | -- | - | -- | -- | -- | -- | ---- | ---------------------------------------------------- | ------------------ |
| 1  | Bản mẫu:Fb team Ayia Napa (C) (P)           | 28 | 19 | 6 | 3  |    |    |    | 63   | Giải bóng đá hạng nhất quốc gia Cộng hòa Síp 2014–15 |                    |
| 2  | Bản mẫu:Fb team Othellos Athienou (P)       | 28 | 17 | 4 | 7  |    |    |    | 55   | Giải bóng đá hạng nhất quốc gia Cộng hòa Síp 2014–15 |                    |
| 3  | Bản mẫu:Fb team Anagennisi Dherynia         | 28 | 16 | 3 | 9  |    |    |    | 51   |                                                      |                    |
| 4  | Bản mẫu:Fb team Omonia Aradippou            | 28 | 13 | 6 | 9  |    |    |    | 45   |                                                      |                    |
| 5  | Bản mẫu:Fb team Nikos & Sokratis Erimis (R) | 28 | 10 | 3 | 15 |    |    |    | 33   | Hạng B2 2014–15                                      |                    |
| 6  | Bản mẫu:Fb team Olympiakos Nicosia (R)      | 28 | 9  | 2 | 17 |    |    |    | 0232 | Hạng B2 2014–15                                      |                    |
| 7  | Bản mẫu:Fb team APEP Pitsilia (R)           | 28 | 6  | 4 | 18 |    |    |    | 0193 | Hạng B2 2014–15                                      |                    |
| 8  | Bản mẫu:Fb team AEP Paphos (R)              | 28 | 6  | 4 | 18 |    |    |    | 0−81 | Hạng B2 2014–15                                      |                    |

Cập nhật đến 19 tháng 5 năm 2014
Nguồn: Soccerway
Quy tắc xếp hạng: 1) Điểm; 2) Điểm thành tích đối đầu; 3) Hiệu số đối đầu; 4) Số bàn thắng sân khách đối đầu; 5) Hiệu số; 6) Số bàn thắng.
1 Paphos bị trừ 30 điểm

2Olympiakos bị trừ 6 điểm

3APEP bị trừ 3 điểm
(VĐ) = Vô địch; (XH) = Xuống hạng; (LH) = Lên hạng; (O) = Thắng trận Play-off; (A) = Lọt vào vòng sau. 
Chỉ được áp dụng khi mùa giải chưa kết thúc: 
(Q) = Lọt vào vòng đấu cụ thể của giải đấu đã nêu; (TQ) = Giành vé dự giải đấu, nhưng chưa tới vòng đấu đã nêu.

### Hạng B2
| XH | Đội                                              | Tr | T  | H | T  | BT | BB | HS | Đ  | Lên hay xuống hạng                         | Thành tích đối đầu |
| -- | ------------------------------------------------ | -- | -- | - | -- | -- | -- | -- | -- | ------------------------------------------ | ------------------ |
| 1  | Bản mẫu:Fb team Karmiotissa Polemidion (C) (P)   | 28 | 17 | 7 | 4  |    |    |    | 58 | Hạng B1                                    |                    |
| 2  | Bản mẫu:Fb team Enosis Neon Parekklisia F.C. (P) | 28 | 13 | 8 | 7  |    |    |    | 47 | Hạng B1                                    |                    |
| 3  | Bản mẫu:Fb team AEZ Zakakiou                     | 28 | 13 | 8 | 7  |    |    |    | 47 |                                            |                    |
| 4  | Bản mẫu:Fb team Digenis Oroklinis                | 28 | 11 | 7 | 10 |    |    |    | 40 |                                            |                    |
| 5  | Bản mẫu:Fb team PAEEK (R)                        | 28 | 10 | 8 | 10 |    |    |    | 38 | Giải bóng đá hạng ba quốc gia Cộng hòa Síp |                    |
| 6  | Bản mẫu:Fb team ASIL Lysi (R)                    | 28 | 10 | 3 | 15 |    |    |    | 33 | Giải bóng đá hạng ba quốc gia Cộng hòa Síp |                    |
| 7  | Bản mẫu:Fb team Chalkanoras Idaliou (R)          | 28 | 9  | 5 | 14 |    |    |    | 32 | Giải bóng đá hạng ba quốc gia Cộng hòa Síp |                    |
| 8  | Bản mẫu:Fb team Onisilos Sotira (R)              | 28 | 3  | 6 | 19 |    |    |    | 15 | Giải bóng đá hạng ba quốc gia Cộng hòa Síp |                    |

Cập nhật đến 19 tháng 5 năm 2014
Nguồn: Soccerway
Quy tắc xếp hạng: 1) Điểm; 2) Điểm thành tích đối đầu; 3) Hiệu số đối đầu; 4) Số bàn thắng sân khách đối đầu; 5) Hiệu số; 6) Số bàn thắng.
(VĐ) = Vô địch; (XH) = Xuống hạng; (LH) = Lên hạng; (O) = Thắng trận Play-off; (A) = Lọt vào vòng sau. 
Chỉ được áp dụng khi mùa giải chưa kết thúc: 
(Q) = Lọt vào vòng đấu cụ thể của giải đấu đã nêu; (TQ) = Giành vé dự giải đấu, nhưng chưa tới vòng đấu đã nêu.